# Практическа стрелба
Практическа стрелба (известна още като „дефанзивна стрелба“) се нарича обучението по бойна стрелба в реална обстановка. Поради спецификата си, включваща познание на тактиката на престрелките, психологията на воденето на бой, използваната техника за водене на огън и максималното приближение до действителността, често бива приемана като своего рода бойно изкуство. Най-често под названието „практическа стрелба“ се разбира стрелбата с пистолет. При обучението по практическа стрелба се упражняват голяма част техниките на стрелба, използвани в приложната стрелба, интуитивната стрелба, македонската стрелба и др.